# Difluorure de méthylphosphonyle
Le difluorure de méthylphosphonyle est un composé organophosphoré de formule chimique CH3POF2. Il s'agit d'une substance inscrite au tableau 1 de la Convention sur l'interdiction des armes chimiques car c'est un précurseur du sarin. Sa température d'ébullition de 55,4 °C à pression atmosphérique de sorte que sa pression de vapeur à température ambiante est assez élevée. Il est corrosif et réactif et est absorbé par la peau en provoquant des brûlures et des symptômes semblables à ceux des agents innervants. Il réagit avec l'eau en formant de l'acide méthylphosphonique et en libérant des vapeurs de fluorure d'hydrogène HF. Il est capable de corroder le verre.